# Dactylothyrea hyalipennis
Dactylothyrea hyalipennis är en tvåvingeart som beskrevs av Meijere 1910. Dactylothyrea hyalipennis ingår i släktet Dactylothyrea och familjen fritflugor. Inga underarter finns listade i Catalogue of Life.